# سیونه مولیا

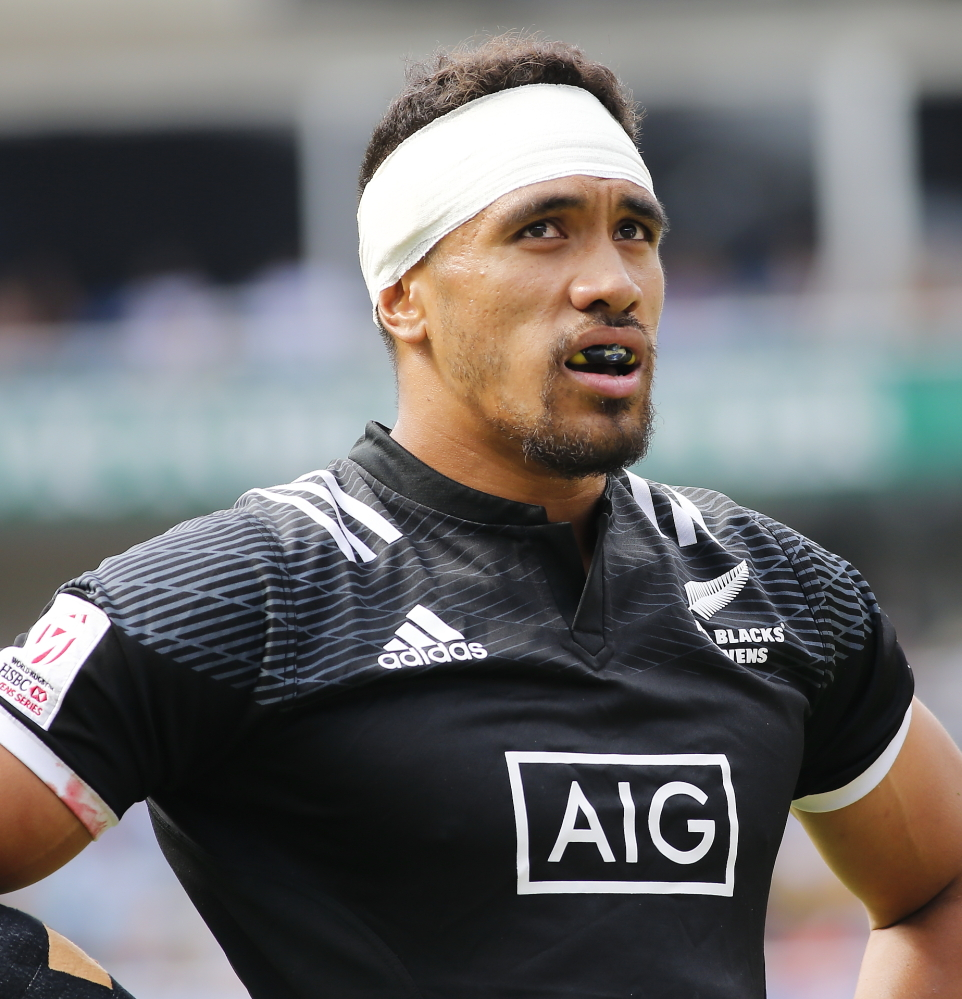
مولیا در مسابقات ۲۰۱۷ سیدنی سونز

سیونه مولیا (انگلیسی: Sione Molia؛ زادهٔ ۵ سپتامبر ۱۹۹۳) بازیکن راگبی ۷ نفره اهل نیوزیلند است.
وی در مسابقات کشوری و بین‌المللی در مجموع برندهٔ ۱ مدال طلا، ۱ مدال نقره شده‌است.